# 溫永毅
溫永毅（1984年1月30日—）是中國男子田徑運動員，在2005年以10.45秒夺得亞洲大學生田徑錦標賽100公尺冠軍。他也曾參加2008年夏季奧林匹克運動會4×100公尺接力賽。

## 外部連結
- 溫永毅在的頁面